# 刻赤半岛
刻赤半岛（羅馬化：Kerchenska protoka，羅馬化：Kerchenskiy proliv）是克里米亚半岛东端的一个半岛，面积约3000平方公里，北为亚速海，南为黑海，东隔刻赤海峡与塔曼半岛相望。刻赤半岛属于乌克兰克里米亚自治共和国管辖，刻赤为半岛上的主要城市。2014年遭俄罗斯军事占领，但不被大多數國家所承認。